# ایگور نیکیتین (وزنه‌بردار)
ایگور نیکیتین (انگلیسی: Igor Nikitin؛ زادهٔ ۲۹ فوریهٔ ۱۹۵۲) وزنه‌بردار اهل اتحاد جماهیر شوروی سوسیالیستی است.